# Jacob Larsson (Eishockeyspieler)
Jacob Larsson (* 29. April 1997 in Ljungby) ist ein schwedischer Eishockeyspieler, der seit Juli 2024 beim SC Rapperswil-Jona Lakers aus der Schweizer National League unter Vertrag steht. Zuvor verbrachte der Verteidiger insgesamt acht Jahre in den Organisationen der Anaheim Ducks und Ottawa Senators aus der National Hockey League (NHL).

## Karriere
Larsson entstammt der Nachwuchsabteilung des Klubs seiner Geburtsstadt, dem IF Troja-Ljungby. Dort spielte der Verteidiger bis ins Jahr 2013 hinein, wo er bereits als 16-Jähriger erste Spiele in der Klasse der A-Junioren bestritt. Zur Saison 2013/14 wechselte Larsson zum Frölunda HC, wo er bereits in der Saison 2014/15 erste Einsätze in der Herrenmannschaft in der Svenska Hockeyligan bestritt. Parallel lief er aber auch – wie im Vorjahr – für die U18- und U20-Junioren des Klubs auf. Ebenso wurde er im NHL Entry Draft 2015 in der ersten Runde an 27. Stelle von den Anaheim Ducks aus der National Hockey League ausgewählt.
Zur Spielzeit 2015/16 setzte sich Larsson endgültig durch und avancierte zum Stammspieler von Frölundas SHL-Kader. Neben dem Gewinn der Champions Hockey League errang er mit Frölunda auch die Schwedische Meisterschaft. Der Abwehrspieler wurde daraufhin Ende April 2016 von Anaheims Farmteam, den San Diego Gulls, aus der American Hockey League auf Probe verpflichtet und in einem Play-off-Spiel eingesetzt. Einen Monat später erhielt er einen auf drei Jahre befristeten NHL-Einstiegsvertrag von den Anaheim Ducks. Zum Beginn der Saison 2016/17 liehen die Ducks ihn zunächst für einige Partien der Champions Hockey League an seinen Ex-Klub Frölunda HC aus, holten ihn aber zum Beginn der NHL-Saison in ihren Kader. Dort feierte Larsson Mitte Oktober sein Debüt, ehe er nach vier Einsätzen zu den San Diego Gulls in die AHL geschickt wurde. Nachdem er dort auch vier Einsätze absolviert hatte, einigte sich das Management mit Frölunda auf eine erneute Ausleihe, sodass er Anfang November zum Kader des amtierenden schwedischen Meisters stieß. Mit Beginn der Saison 2017/18 wechselte der Schwede fest nach Nordamerika. Dort wurde er seither überwiegend in der NHL eingesetzt, steht jedoch auch immer wieder beim Farmteam der Ducks in der American Hockey League (AHL) auf dem Eis, den San Diego Gulls. Aufgrund des verspäteten Beginns der Spielzeiten 2020/21 in Nordamerika bestritt er im Herbst 2020 wenige Spiele auf Leihbasis für Kristianstads IK in der heimischen Allsvenskan.
Nach sechs Jahren in der Organisation der Ducks wechselte Larsson im Juli 2022 als Free Agent zu den Ottawa Senators. In den folgenden beiden Jahren kam er dort aber nur sporadisch zu Einsätzen und spielte hauptsächlich für deren Kooperationspartner Belleville Senators in der AHL – so auch die gesamte Saison 2023/24. Zur Spielzeit 2024/25 beendete der Schwede seine Zeit in Nordamerika nach acht Jahren und kehrte nach Europa zurück. Dort schloss er sich dem SC Rapperswil-Jona Lakers aus der Schweizer National League an.

### International
Für sein Heimatland lief Larsson bei der World U-17 Hockey Challenge 2014, dem Ivan Hlinka Memorial Tournament 2014 sowie der U18-Junioren-Weltmeisterschaft 2015, U20-Junioren-Weltmeisterschaft 2016 und U20-Junioren-Weltmeisterschaft 2017 auf.

## Erfolge und Auszeichnungen
- 2016 Champions-Hockey-League-Gewinn mit dem Frölunda HC
- 2016 Schwedischer Meister mit dem Frölunda HC
- 2017 Champions-Hockey-League-Gewinn mit dem Frölunda HC

## Karrierestatistik
Stand: Ende der Saison 2024/25

### International
Vertrat Schweden bei:
| - World U-17 Hockey Challenge 2014 - Ivan Hlinka Memorial Tournament 2014 - U18-Junioren-Weltmeisterschaft 2015 | - U20-Junioren-Weltmeisterschaft 2016 - U20-Junioren-Weltmeisterschaft 2017 |

(Legende zur Spielerstatistik: Sp oder GP = absolvierte Spiele; T oder G = erzielte Tore; V oder A = erzielte Assists; Pkt oder Pts = erzielte Scorerpunkte; SM oder PIM = erhaltene Strafminuten; +/− = Plus/Minus-Bilanz; PP = erzielte Überzahltore; SH = erzielte Unterzahltore; GW = erzielte Siegtore; 1 Play-downs/Relegation; Kursiv: Statistik nicht vollständig)